# Cryptops umbricus
Cryptops umbricus är en mångfotingart som beskrevs av Karl Wilhelm Verhoeff 1931. Cryptops umbricus ingår i släktet Cryptops och familjen Cryptopidae.
Artens utbredningsområde är Italien.

## Underarter
Arten delas in i följande underarter:
- C. u. ischianus
- C. u. umbricus